# Rotterdam Anaconda's
SV Rotterdam Anaconda's is een vereniging in Rotterdam, actief in Flag football en American football. De vereniging is aangesloten bij de American Football Bond Nederland.
Er zijn anno 2020 drie gemengde teams die in verschillende leeftijdsklassen deelnemen aan competities: Peewees (8-12 jr), Cubs (13-16 jr) en Senior Flag (16+ jr).